# Sveriges ambassad i Lima
Sveriges ambassad i Lima var Sveriges diplomatiska beskickning i Peru och var belägen i landets huvudstad Lima. Den sista ambassadören var Maria Cramér.

## Historia
De diplomatiska relationerna mellan Peru och Sverige etablerades 1930. En palatsliknande villa byggd 1938, köptes av dåvarande Byggnadsstyrelsen 1940 som ambassadörsresidens. Ambassaden stängdes 2001. Den svenske ambassadören i Santiago de Chile var 2001 till 2016 sidoackrediterad i Lima. Efter ett regeringsbeslut den 11 december 2015 bestämdes det att åter öppna amabssaden under 2016. Ambassaden invigdes 22 november 2016 av EU- och handelsminister Ann Linde tillsammans med en Team Sweden-delegation.
Sverige har även ett honorärkonsulat i Lima; nuvarande konsul är Håkan Silfverlin.
Sveriges ambassad i Lima stängde i november 2022 efter ett regeringsbeslut i november 2021. 

## Beskickningschefer
| Namn                      | Period    | Funktion   | Ackreditering                                            |
| ------------------------- | --------- | ---------- | -------------------------------------------------------- |
| Einar Modig               | 1930–1934 | Envoyé     | Sidoackrediterad till La Paz, Quito, Bogotá och Caracas. |
| Vilhelm Assarsson         | 1935–1937 | Envoyé     | Sidoackrediterad till La Paz, Quito, Bogotá och Caracas. |
| Gunnar Reuterskiöld       | 1937–1945 | Envoyé     | Sidoackrediterad till La Paz, Quito, Bogotá och Caracas. |
| Martin Kastengren         | 1945–1951 | Envoyé     | Sidoackrediterad till La Paz, Quito och Bogotá.          |
| Harry Eriksson            | 1951–1951 | Envoyé     | Sidoackrediterad till La Paz.                            |
| Claes Westring            | 1952–1957 | Envoyé     | Sidoackrediterad till La Paz.                            |
| Claes Westring            | 1957–1959 | Ambassadör | Sidoackrediterad till La Paz.                            |
| Malte Pripp               | 1959–1962 | Ambassadör |                                                          |
| Carl Henrik Petersén      | 1962–1966 | Ambassadör | Sidoackrediterad till La Paz.                            |
| Torsten Björck            | 1966–1974 | Ambassadör | Sidoackrediterad till La Paz.                            |
| Göran Engblom             | 1975–1978 | Ambassadör | Sidoackrediterad till La Paz.                            |
| Ulf Norström              | 1979–1982 | Ambassadör | Sidoackrediterad till La Paz.                            |
| Cai Melin                 | 1982–1984 | Ambassadör | Sidoackrediterad till La Paz.                            |
| Hans Linton               | 1984–1989 | Ambassadör | Sidoackrediterad till La Paz.                            |
| Carl-Erhard Lindahl       | 1989–1992 | Ambassadör | Sidoackrediterad till La Paz.                            |
| Lars Schönander           | 1992–1997 | Ambassadör | Sidoackrediterad till La Paz.                            |
| Ulf Lewin                 | 1997–2000 | Ambassadör | Sidoackrediterad till La Paz.                            |
| Arne Rodin                | 2001–2005 | Ambassadör | Sidoackrediterad från ambassaden i Santiago de Chile.    |
| Maria Christina Lundqvist | 2005–2008 | Ambassadör | Sidoackrediterad från ambassaden i Santiago de Chile.    |
| Eva Zetterberg            | 2009–2014 | Ambassadör | Sidoackrediterad från ambassaden i Santiago de Chile.    |
| Jakob Kiefer              | 2014–2016 | Ambassadör | Sidoackrediterad från ambassaden i Santiago de Chile.    |
| Anna Ferry                | 2016–2019 | Ambassadör |                                                          |
| Cecilia Ekholm            | 2019–2021 | Ambassadör |                                                          |
| Maria Cramér              | 2021–2022 | Ambassadör |                                                          |